# Liste der Biografien/Mule
Liste der Biografien |
Portal Biografien |
Personensuche
# |
A |
B |
C |
D |
E |
F |
G |
H |
I |
J |
K |
L |
M |
N |
O |
P |
Q |
R |
S |
T |
U |
V |
W |
X |
Y |
Z |
?
 
Ma |
Mb |
Mc |
Md |
Me |
Mf |
Mg |
Mh |
Mi |
Mj |
Mk |
Ml |
Mm |
Mn |
Mo |
Mp |
Mq |
Mr |
Ms |
Mt |
Mu |
Mv |
Mw |
Mx |
My |
Mz
 
Mua |
Mub |
Muc |
Mud |
Mue |
Muf |
Mug |
Muh |
Mui |
Muj |
Muk |
Mul |
Mum |
Mun |
Muo |
Mup |
Muq |
Mur |
Mus |
Mut |
Muu |
Muv |
Muw |
Mux |
Muy |
Muz
 
Mula |
Mulb |
Mulc |
Muld |
Mule |
Mulf |
Mulg |
Mulh |
Muli |
Mulj |
Mulk |
Mull |
Mulm |
Muln |
Mulo |
Mulr |
Muls |
Mult |
Mulu |
Mulv |
Mulw |
Muly |
Mulz
Die Liste der Biografien führt alle Personen auf, die in der deutschsprachigen Wikipedia einen Artikel haben. Dieses ist eine Teilliste mit 29 Einträgen von Personen, deren Namen mit den Buchstaben „Mule“ beginnt.

## Mule
- Mulè, Francesco (1926–1984), italienischer Schauspieler
- Mulè, Giuseppe (1885–1951), italienischer Dirigent, Komponist und Musikpädagoge
- Mule, Marcel (1901–2001), französischer klassischer Saxophonist

### Mulei
- Mulei, Gloria Mbaika (* 2000), kenianische Dreispringerin

### Mulek
- Muleka, Jackson (* 1999), kongolesischer Fußballspieler

### Mulel
- Mulele, Pierre (1929–1968), maoistischer Politiker der Demokratischen Republik Kongo

### Mulem
- Mulemba, Humphrey (1932–1998), sambischer Politiker
- Mulemo, Landry (* 1986), belgischer Fußballspieler

### Mulen
- Mulenga, Anita (* 1995), sambische Fußballspielerin
- Mulenga, Chipoka (* 1981), sambischer Politiker (UPND), Mitglied der Nationalversammlung und Minister
- Mulenga, Chongo (* 1998), sambischer Badmintonspieler
- Mulenga, Clement (* 1965), sambischer Ordensgeistlicher, römisch-katholischer Bischof von Kabwe
- Mulenga, Clifford (* 1987), sambischer Fußballspieler
- Mulenga, David (* 2002), sambischer Sprinter
- Mulenga, Jacob (* 1984), sambischer Fußballspieler
- Mulenga, Justin (1955–2020), sambischer Geistlicher und römisch-katholischer Bischof von Mpika
- Mulenga, Mary (* 1998), sambische Fußballspielerin

### Muler
- Muleren, Urban von († 1493), Schweizer Patrizier
- Mulerius, Nicolaus (1564–1630), niederländischer Astronom, Professor für Medizin und Mathematik an der Universität Groningen
- Mulert, Botho (1883–1963), deutscher Chemiker und Ministerialbeamter
- Mulert, Friederike (1896–1991), deutsche Politikerin (FDP), MdA
- Mulert, Heinrich († 1521), Rechtsgelehrter und Hochschullehrer an der Universität Greifswald
- Mulert, Hermann (1879–1950), deutscher evangelischer Theologe
- Mulert, Martin (1894–1959), deutscher Politiker (FDP, FVP, FDV)
- Mulert, Max Fritz (1888–1974), deutscher Verwaltungsjurist
- Mulert, Oskar (1881–1951), deutscher Kommunalpolitiker
- Mulertt, Werner (1892–1944), deutscher Romanist

### Mulet
- Mulet, Henri (1878–1967), französischer Organist und Komponist
- Muleta, Lomi (* 2001), äthiopische Leichtathletin